# Фондю
Фондю е ястие приготвено от твърди сирена, които се разтапят и се консумират с хляб.
Фондюто е национално ястие на Швейцария, но е широко разпространено и във Франция и Италия. Наименованието произлиза от френския глагол fondre (разтапям) – минало причастие fondu (разтопено).

### Основни видове със сирене
| Вид сирена                           | Наименование        |
| ------------------------------------ | ------------------- |
| 100% Грюер                           | Во                  |
| 100% Вашра                           | Фрибур              |
| 50% Грюер et 50% Вашра               | moitié-moitié       |
| 50% Грюер et 50% Ементал             | Ньошател            |
| 1/3 Грюер, 1/3 Ементал et 1/3 Спринц | Централна Швейцария |
| 1/3 Ементал, 1/3 Бюфор et 1/3 Конт   | Савой               |
| 100% Конт                            | Юра                 |